# Terčová dlažba

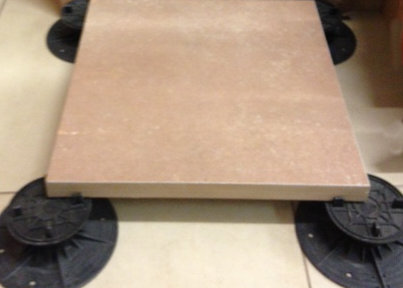
Princip pokládky keramické dlažby na terče.

Jedná se o dlažbu instalovanou na terče. 

Dříve byl tento způsob pokládky doménou betonové dlažby, nyní se prosazuje keramická terčová dlažba. Dlažba se instaluje bez spár a bez využití stavební chemie (lepidla, spárovací hmoty). 

Dlažbu lze snadno spádovat – pokud je povrch zvlněný nebo je nutné překonat výškový rozdíl, stačí terče, v nichž je dlažba instalována, nastavit do nakloněné roviny, a vytvořit tak bezbariérový prostor. 

Prostor pod dlažbou je navíc možné využít i pro vedení kabeláže, což je velmi praktické i z pohledu případné výměny nebo oprav takto uloženého vedení. Prostor pod dlažbou také poskytuje vzduchovou kapsu, díky níž dochází k eliminaci přenosu hluku z terasy do místnosti, která je uložena pod ní.

## Keramická terčová dlažba
Často zahrnuje i schodový program či speciální drenážní prvky.Díky nim je možné tuto sérii dlažeb využít i v okolí bazénů či sprch. Voda je odváděna prostorem pod dlažbou přímo do kanalizace. 

V minulosti nešlo keramiku použít, protože 10-12 mm tenké dlaždice by nedokázaly unést dostatečnou tíhu. Nové technologie umožnily vyrobit speciální tvrzené keramické dlaždice o síle 3 cm, které unesou až 1800 kg.